# Желино
 Тази статия е за селото в Северна Македония.  За селото в България вижте Желен.  За селото в Костурско, Гърция, вижте Желин.
Желино (на македонска литературна норма: Желино; на албански: Zhelina, Желина) е село в Северна Македония, център на община Желино в областта Долни Полог.

## География
Селото е разположено на десния бряг на Вардар в подножието на планината Сува гора. Покрай селото минава реката Вардар, на която има стар мост от 1845 година.

## История
В обобщен списък на джизието на немюсюлманите от вилаета Калканделен от 18 юли 1628 година селото е отбелязано като Желине, с 32 ханета (домакинства).
В края на XIX век Желино е село в Тетовска каза на Османската империя. Според статистиката на Васил Кънчов („Македония. Етнография и статистика“) от 1900 година Желино е село, населявано от 490 жители арнаути мохамедани.
Според Афанасий Селишчев в 1929 година Желино е село в Желинска община (с център в Саракино) в Долноположкия срез и има 144 къщи със 784 жители албанци.
Според преброяването от 2002 година селото има 4110 жители.
| Националност | Всичко |
| македонци    | 0      |
| албанци      | 4100   |
| турци        | 0      |
| роми         | 0      |
| власи        | 0      |
| сърби        | 0      |
| бошняци      | 1      |
| други        | 9      |

## Личности
Родени в Желино
- Абдираман Алити (р. 1945), политик и дипломат от Северна Македония
- Агим Рамадани (р. 1956), политик от Северна Македония, депутат от ДПА